# Tobias Barnerssoi
Tobias Barnerssoi (Eichstätt, 19 giugno 1969) è un ex sciatore alpino tedesco, vincitore della Coppa Europa nel 1991.
Specialista dello slalom gigante, è stato durante gli anni 1990 uno degli atleti di punta della nazionale tedesca maschile; agli inizi della carriera, prima della riunificazione tedesca (1990), ha gareggiato per la nazionale tedesca occidentale.

## Biografia

### Carriera sciistica
Nato a Eichstätt e originario di Buching di Halblech, Barnerssoi debuttò in campo internazionale in occasione dei Mondiali juniores di Bad Kleinkirchheim 1986 ed esordì ai Campionati mondiali a Saalbach-Hinterglemm 1991, dove si classificò 10º nello slalom gigante. Nella stagione 1990-1991 vinse la classifica generale della Coppa Europa, a pari merito con l'austriaco Markus Eberle, e quella di slalom gigante. Ottenne il primo risultato di rilievo in Coppa del Mondo il 23 novembre 1991 nello slalom gigante di Park City, dove si piazzò 9°; nella stagione successiva ai Mondiali di Morioka 1993 fu 13º nello slalom gigante e 27º nello slalom speciale.
Nella stagione 1993-1994 ottenne i suoi due unici podi in Coppa del Mondo, entrambi in slalom gigante: il 13 dicembre giunse 2º a Val-d'Isère, mentre l'8 gennaio si piazzò 3º a Kranjska Gora. Nello stesso anno rappresentò il suo Paese ai XVII Giochi olimpici invernali di Lillehammer 1994, sua unica presenza olimpica, classificandosi 15º nello slalom gigante, 14º nella combinata e non completando il supergigante. Il 29 gennaio 1995 conquistò a Bischofswiesen in slalom gigante l'ultima vittoria in Coppa Europa; l'anno dopo ai Mondiali di Sierra Nevada 1996, sua ultima presenza iridata, fu 16º sia nel supergigante sia nello slalom gigante. Il 20 febbraio 1998 salì per l'ultima volta sul podio in Coppa Europa, a Sierra Nevada in supergigante (2º), e si congedò dal Circo bianco in occasione del supergigante di Coppa del Mondo disputato a Schladming il 9 gennaio 1999, che chiuse al 39º posto.

### Altre attività
Dopo il ritiro è diventato commentatore sportivo per la televisione tedesca ARD e varie radio tedesche.

## Palmarès

### Coppa del Mondo
- Miglior piazzamento in classifica generale: 26º nel 1994
- 2 podi:
  - 1 secondo posto
  - 1 terzo posto

### Coppa Europa
- Vincitore della Coppa Europa nel 1991
- Vincitore della classifica di slalom gigante nel 1991
- 4 podi (dati dalla stagione 1994-1995):
  - 1 vittoria
  - 2 secondi posti
  - 1 terzo posto

#### Coppa Europa - vittorie
| Data            | Località       | Paese    | Specialità |
| --------------- | -------------- | -------- | ---------- |
| 29 gennaio 1995 | Bischofswiesen | Germania | GS         |

Legenda:

GS = slalom gigante

### Nor-Am Cup
- 1 podio (dati dalla stagione 1994-1995):
  - 1 terzo posto

### Campionati tedeschi
- 10 medaglie[2]:
  - 7 ori (slalom gigante nel 1990; slalom gigante nel 1991; slalom gigante nel 1993; slalom gigante nel 1994; slalom gigante nel 1995; supergigante nel 1997; supergigante nel 1998)
  - 3 argenti (slalom gigante nel 1987; supergigante nel 1993; slalom gigante nel 1997)